# Bacterie Gram-negativă

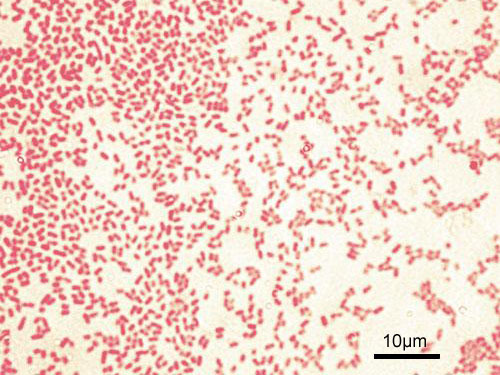
Imagine microscopică a colorației Gram realizată pe cultură pură de Pseudomonas aeruginosa: se observă o colorație roz, gram-negativă, a bacililor.

Bacteriile Gram-negative alcătuiesc un grup de bacterii care nu rețin colorația violetului de gențiană în urma metodei de colorație Gram. Aceste bacterii au ca și caracteristică prezența unui perete celular subțire compus din peptidoglican, acoperit de o membrană citoplasmatică spre interiorul celulei bacteriene și de o membrană externă.

## Exemple
Printre cele mai întâlnite specii de bacterii gram-negative patogene se numără: Escherichia coli, Pseudomonas aeruginosa, Neisseria gonorrhoeae, Vibrio cholerae, Chlamydia trachomatis și Yersinia pestis. Aceste specii sunt de cele mai multe ori greu de înlăturat din infecții, fiindcă membrana lor externă le protejează de anumiți agenți, precum: antibiotice (inclusiv peniciline), detergenți sau lizozim.

## Legături externe
- „gramnegativ” la DEX online